# Enric VIII d'Anglaterra
Enric VIII d'Anglaterra (anglès: Henry VIII)  (Palau de Placentia, 28 de juny de 1491 - Palau de Whitehall, 28 de gener de 1547) va ser rei d'Anglaterra i senyor d'Irlanda des del 21 d'abril de 1509 fins a la seva mort. Va ser el segon monarca de la casa Tudor, fill d'Enric VII i Elisabet de York. Famós per haver-se casat sis vegades i per exercir el poder més absolut entre tots els monarques anglesos. Entre els fets més notables del seu regnat s'inclou la seva ruptura amb l'Església Catòlica Romana, i el seu establiment com cap de l'Església d'Anglaterra (Església Anglicana), la dissolució dels monestirs, i la unió d'Anglaterra amb Gal·les.
També va promulgar legislacions importants, com les diverses actes de separació amb l'Església de Roma, de la seva designació com cap suprem de l'Església d'Anglaterra, les Union Acts de 1535 i 1542, que van unificar a Anglaterra i Gal·les com un sol estat, la Buggery Act de 1533, primera legislació contra la sodomia a Anglaterra, la Witchcraft Act de 1542, que castigava amb la mort la bruixeria.
Va ser un àvid apostador i jugador de daus. En la seva joventut va practicar esports com les justes, la caça i el royal tennis, avantpassat de l'actual tennis. Va ser també un músic complet, escriptor i poeta. També es va involucrar en la reconstrucció i millorament de diversos edificis importants, com el palau Nonsuch, la capella del King's College a Cambridge, i l'Abadia de Westminster a Londres. En molts casos es tractava d'edificis confiscats, per exemple al Cardenal Thomas Wolsey, entre ells Christ Church a Oxford, el palau de Hampton Court, el palau de Whitehall i el Trinity College a Cambridge.
La protecció que va dispensar al pintor alemany Hans Holbein es va traduir en una formidable sèrie de retrats i dibuixos a color, que efigien a molts personatges de la Cort d'aquella època. Destaca l'efígie del mateix Enric VIII, del Museu Thyssen-Bornemisza.

## Biografia

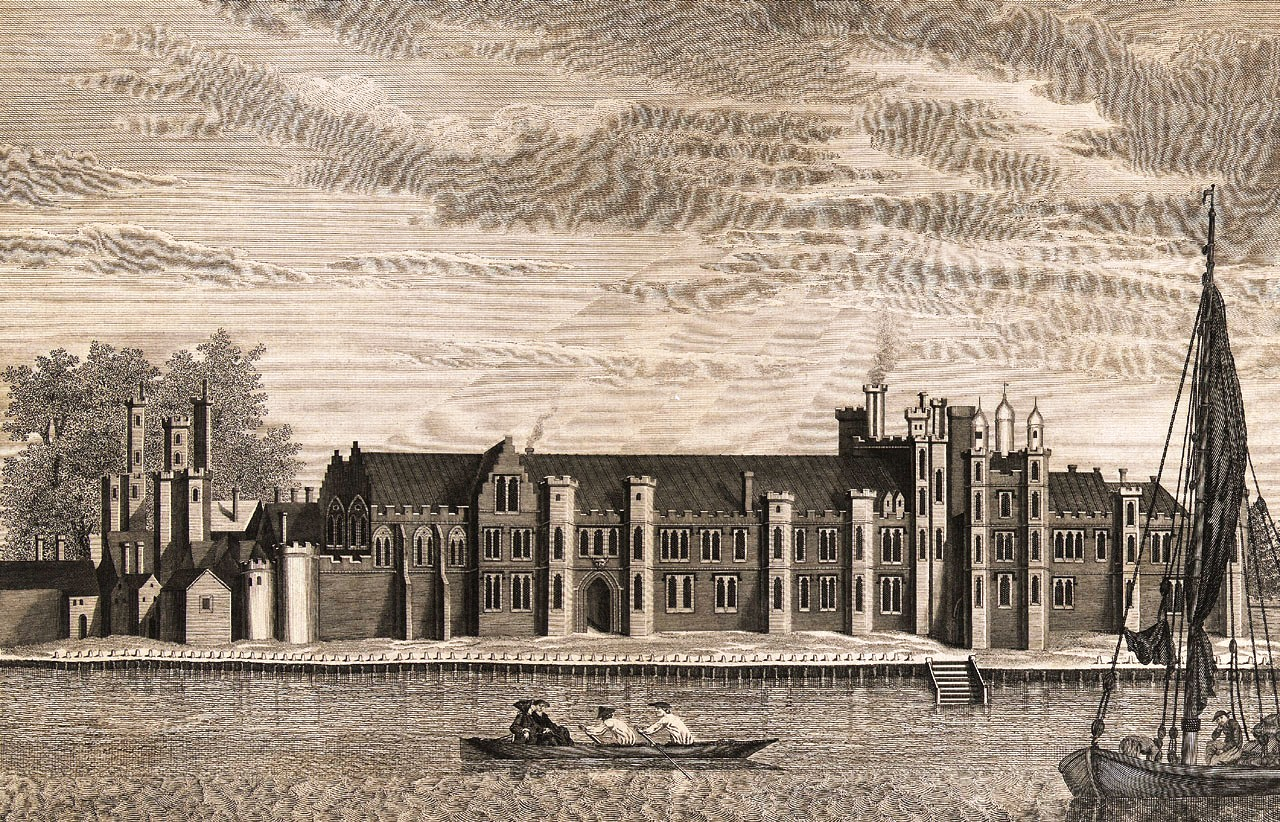
El futur rei Enric VIII va néixer en el palau de Placentia, a Greenwich, el 1491

Nascut a Greenwich, en el palau de Placentia, Enric VIII va ser el tercer fill d'Enric VII d'Anglaterra i Elisabet de York. Només tres dels seus sis germans van sobreviure a la infància: Artur, príncep de Gal·les, Margarida Tudor i Maria Tudor, reina consort de França.
El seu pare, membre de la Casa de Lancaster, va adquirir el tron per dret de conquesta, ja que el seu exèrcit va derrotar a l'últim Plantagenet, el rei Ricard III, i posteriorment va completar els seus drets casant-se amb Elisabet, filla del rei Eduard IV d'Anglaterra. El 1493, el jove Enric va ser designat conestable del castell de Dover i lord Warden "de les cinc portes". El 1494 va ser nomenat duc de York, i posteriorment comissari principal d'Anglaterra i lord tinent d'Irlanda, mentre encara era un nen.
El 1501 va assistir a les noces del seu germà gran Artur amb Caterina d'Aragó, parella que en aquells dies tenia quinze i setze anys respectivament. Tots dos van ser enviats una temporada a Gal·les, com s'acostumava amb l'hereu del tron i la seva esposa, però Artur hi va contreure una infecció i va morir. En conseqüència, als onze anys, Enric, duc de York es va trobar amb dret al tron. Poc després va ser nomenat príncep de Gal·les.
Enric VII estava ansiós per mantenir l'aliança marital entre Anglaterra i els regnes de Castella i Aragó. Així que per a assolir el matrimoni entre el seu fill, com a nou príncep de Gal·les i Caterina, vídua del seu primogènit, havia d'obtenir primer una dispensa papal. Caterina manifestava que el seu primer matrimoni no havia estat consumat; en aquest cas no es requeria cap dispensa, sinó la simple dissolució d'un matrimoni merament formal. No obstant aquest entrebanc, tant les corts hispàniques com angleses van insistir en la necessitat d'una dispensa papal per a eliminar tots els dubtes concernents a la legitimitat del casament. A causa de la impaciència de la mare de Caterina (Isabel la Catòlica), el papa va atorgar precipitadament la dispensa per mitjà d'una butlla.
D'aquesta manera, catorze mesos després de la mort del seu primer marit, Caterina es va trobar compromesa amb el germà, el príncep de Gal·les. Per a 1505, tanmateix, Enric VII havia perdut l'interès a mantenir l'aliança amb la monarquia hispànica, i el jove príncep de Gal·les va ser obligat a declarar que el compromís havia estat arranjat sense el seu consentiment.

### Inici del regnat
Enric VIII va ascendir al tron en 1509, després de la mort del seu pare. El pare de Caterina, Ferran el Catòlic, va organitzar el casament de sa filla amb el nou rei. Enric VIII es va casar amb Caterina d'Aragó nou setmanes abans que fos coronat a Greenwich, l'11 de juny de 1509, deixant de banda els consells del papa Juli II, i de William Warham, arquebisbe de Canterbury, pel que fa a la validesa d'aquesta unió.
Van ser coronats junts a l'abadia de Westminster el 24 de juny de 1509. El primer embaràs de la reina Caterina va acabar en un avortament el 1510. Després va infantar el seu fill, Enric, l'1 de gener de 1511, però la criatura només va viure fins al 22 de febrer d'aquest mateix any.
Just després de ser coronat, Enric VIII s'hagué d'enfrontar a les problemàtiques conseqüències dels impostos nobiliaris establerts per Richard Empson i Edmund Dudley, membres del gabinet del seu pare. Va fer detenir ambdós a la Torre de Londres, i posteriorment va ordenar decapitar-los. Aquesta va ser una de les moltes maneres en què es va començar a diferenciar dels principis d'Enric VII. L'altra diferència fou la inclinació bèl·lica d'Enric VIII, que contrastava amb les polítiques pacífiques que havia afavorit el seu predecessor.
Durant els dos anys posteriors a l'ascensió d'Enric VIII, el bisbe de Winchester, Richard Fox, al costat de William Warham, van controlar els assumptes d'estat. De 1511 en endavant, això no obstant, el poder reial va ser ostentat per Thomas Wolsey. El 1511 Enric es va unir a la Lliga Santa, formada per dirigents europeus oposats al rei Lluís XII de França. La lliga incloïa figures com el papa Juli II, l'emperador del Sacre Imperi Romanogermànic Maximilià I, i els monarques hispànics Isabel de Castella i Ferran d'Aragó, amb qui Enric va signar així mateix el tractat de Westminster. Enric es va unir en persona a l'exèrcit, i va travessar el Canal de la Mànega cap a França, on va prendre part en escaramusses i batalles de la Lliga de Cambrai.
El 1514, els reis Ferran i Isabel van abandonar l'aliança, i les altres parts van fer la pau amb França. La consegüent irritació amb els regnes de Castella i Aragó va iniciar la discussió sobre un divorci amb la reina Caterina. No obstant aquest afer, amb l'ascensió el 1515 del rei Francesc I al tron de França, Anglaterra i França van augmentar l'antagonisme, i Enric es va reconciliar amb els reis de Castella i Aragó.

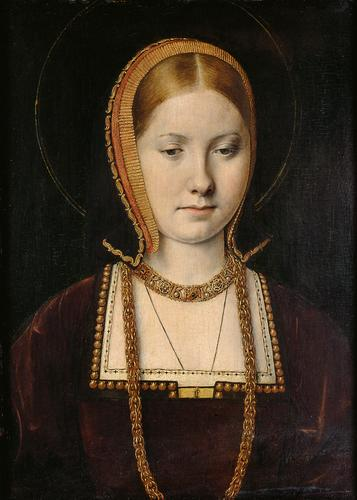
Caterina d'Aragó, filla dels Reis Catòlics. Primera esposa d'Enric VIII, aprox. 1502.

El 1516 la reina Caterina va infantar a una nena, Maria, fet que renovava les esperances d'Enric d'aconseguir un hereu masculí, malgrat l'antecedent d'embarassos fallits de la seva esposa. Ferran II va morir el 1516, i fou succeït pel seu net Carles, nebot de la reina Caterina. L'octubre de 1518, Thomas Wolsey va dissenyar el Tractat de Londres amb el papat, amb la idea d'aconseguir un triomf per a la diplomàcia anglesa, situant al regne en el centre d'una nova aliança europea amb l'ostensible objectiu de repel·lir les invasions morisques als regnes de Castella i Aragó, tal com ho havia sol·licitat el Papa.
El 1519 també va morir Maximilià, i Thomas Wolsey, que aleshores era cardenal de l'Església Catòlica, va proposar secretament Enric com a candidat per al lloc malgrat que públicament semblava donar suport al rei francès, Francesc I. Finalment, els prínceps electors van triar a Carles I. La rivalitat subsegüent entre França i els regnes de Castella i Aragó, va permetre a Enric actuar com a mitjancer. Així va començar a manejar l'equilibri del poder europeu.
Tant Francesc I com Carles I van intentar de gaudir del favor d'Enric VIII, Francesc en forma espectacular i enlluernadora, amb la trobada en el Camp del Drap d'or, i Carles I amb tota solemnitat en les trobades de Kent. Després de 1521, tanmateix, la influència anglesa sobre Europa va començar a minvar. Enric va entrar en una aliança amb Carles I a través del tractat de Bruges, i Francesc I de França va ser derrotat per l'exèrcit imperial de Carles I en la batalla de Pavia, al febrer de 1525. La confiança de l'emperador en Enric va disminuir al mateix ritme que el poder anglès sobre el continent. Enric VIII es va mostrar poc inclinat a ajudar-lo a conquerir la Flor de Lis, malgrat les garanties de Carles I. Això va acabar amb el Tractat de Westminster, el 1527.
L'interès d'Enric en els assumptes europeus es va estendre fins a l'atac contra la revolució alemanya de Martí Luter. El 1521 li va dedicar la seva "Defensa dels set sagraments", que li va valer el títol de "Defensor de la Fe". Amb base a això, el va reconèixer amb el títol d'inclitissimus. Aquest honor el va mantenir encara després de trencar amb Roma i és encara usat per la monarquia britànica.

### La qüestió reial

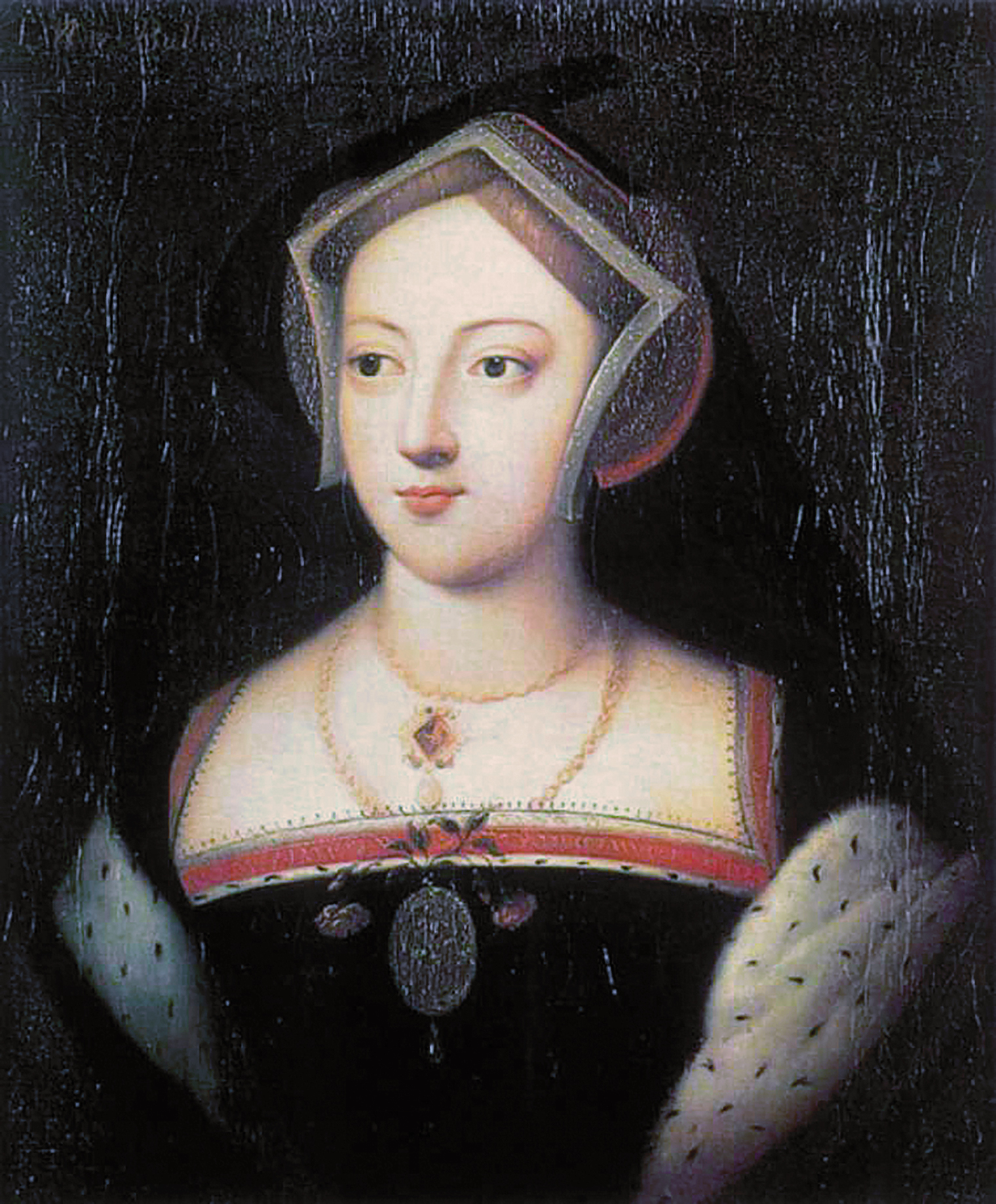
Maria Bolena, germana d'Anna.

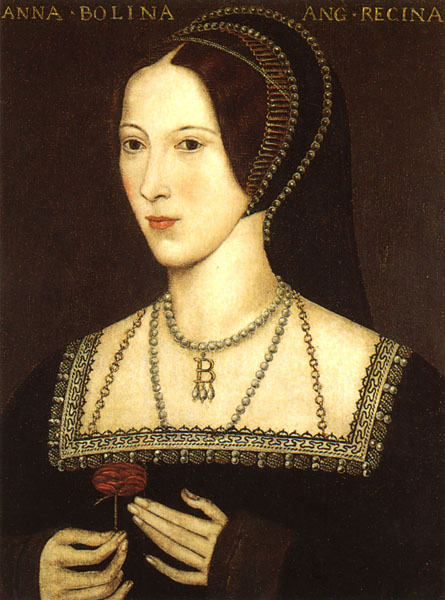
Anna Bolena, segona dona d'Enric VIII. Executada per traïció i adulteri el 1536.

La coronació d'Enric VIII va ser la primera pacífica que havia tingut Anglaterra en molts anys; no obstant això, encara havia de posar-se a prova la legitimitat de la dinastia Tudor.
El poble anglès semblava disconforme amb les regles de successió femenina, i Enric va sentir que només un hereu masculí podria assegurar el tron. Encara que la reina Caterina va quedar embarassada almenys set vegades (per última vegada el 1518), només un dels plançons, la princesa Maria, va sobreviure a la infància. Enric havia freqüentat concubines, incloent a Maria Bolena i a Elisabet Blount, amb qui havia tingut un fill il·legítim, Henry Fitzroy, primer duc de Richmond i Somerset. El 1526, quan va estar clar que la reina Caterina no podria tenir més nens, Enric va començar a perseguir a la germana de Maria Bolena, Anna.

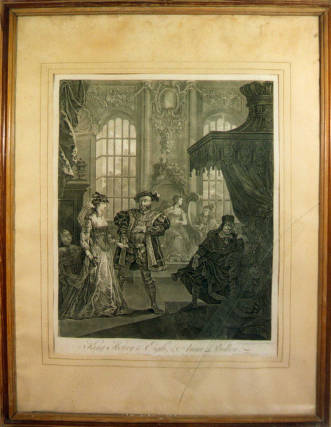
Gravat de William Hogarth d'una escena de cort amb Ana Bolena, del fons d'art del MAE

Encara que no hi ha dubte de la motivació principal d'Enric per a divorciar-se de Caterina, el seu desig de tenir un hereu masculí, es va encapritxar amb Anna, a pesar de la seva inexperiència infantil i el seu poc atractiu. El llarg intent del Rei per a acabar el seu matrimoni amb la reina Caterina, va ser anomenada "La qüestió real". El cardenal Thomas Wolsey i William Warham van començar secretament a investigar la validesa del casament. Òbviament, la reina Caterina havia atestat que el seu matrimoni amb Artur, Príncep de Gal·les, no havia estat consumat i, en conseqüència, no hi havia impediment per al subseqüent casament amb Enric. La investigació no va poder anar més enllà, i es va desestimar.
Sense informar al cardenal Thomas Wolsey, Enric va apel·lar directament a la Santa Seu. Va enviar al seu secretari William Knight a Roma per a argüir que la Butlla de Juli II havia estat obtinguda mitjançant enganys, i era en conseqüència nul·la. A més, demanava al papa Climent VII que li atorgués una dispensa per a permetre-li casar-se amb qualsevol dona, fins i tot en el primer grau d'afinitat. Aquesta dispensa era necessària, ja que Enric havia prèviament tingut relacions amb la germana d'Anna Bolena, Maria.
Knight es va trobar amb què el Papa Climent VII era pràcticament presoner de l'Emperador Carles V. Va tenir dificultats fins i tot per a entrevistar-se amb el Papa i, quan finalment ho va assolir, no va aconseguir els resultats que buscava. Climent VII no estava d'acord a anul·lar el matrimoni, però va atorgar la dispensa, presumint que la mateixa no tindria molt efecte mentre Enric hagués de romandre casat amb Caterina.
Informat del que es va obtenir pel representant del rei, el cardenal Thomas Wolsey va enviar a Stephen Gardiner i a Edward Fox a Roma. Potser tement al nebot de Caterina, (l'Emperador Carles V), el Papa Climent inicialment va evitar atendre les seves reclamacions. Fox va ser enviat de retorn amb una comissió autoritzant l'inici d'un procés, però les restriccions imposades la tornaven pràcticament insignificant.

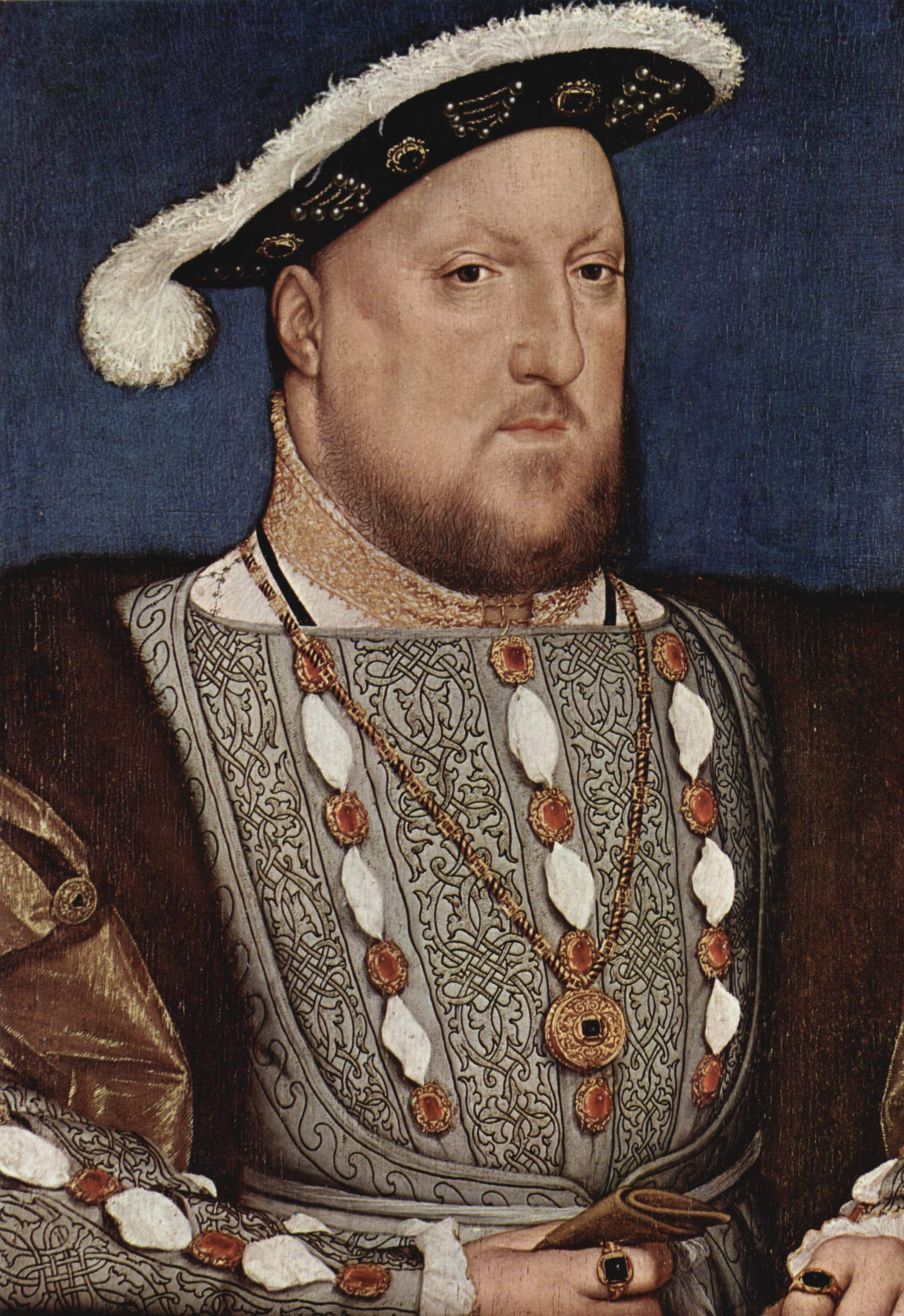
Enric VIII, per Hans Holbein el Jove.

Gardiner va procurar formar una comissió executiva que decidís amb antelació els punts legals a discutir. Climent VII va ser persuadit per a acceptar aquesta proposta, i va permetre al cardenal Thomas Wolsey i al cardenal Lorenzo Campeggio a dur el cas junts. La comissió va actuar en secret; les seves conclusions no havien de ser mostrades a ningú, i havien de romandre sempre en poder de Campeggio.
La comissió va establir que la Butlla Papal, autoritzant el casament d'Enric amb Caterina, seria declarada nul·la si els al·legats en què es va basar es demostraven falsos. Per exemple, la Butlla seria nul·la si resultava fals que el matrimoni havia estat absolutament necessari per a mantenir l'aliança anglo-hispana.
El cardenal Campeggio va arribar a Anglaterra el 1528. Els procediments, no obstant això, es van paralitzar quan els espanyols van emetre un segon document que presumia l'atorgament de la necessària dispensa. S'assegurava que, uns pocs mesos abans d'atorgar-li la dispensa en una Butlla pública, el Papa Juli II havia atorgat el mateix en una nota privada enviada a Espanya.
La comissió, no obstant això, només va fer esment a la Butlla: no va autoritzar als cardenals Wolsey i Campeggio a determinar la validesa de la nota, i durant vuit mesos, les parts van litigar sobre la seva autenticitat. Durant la primavera de 1529, l'equip legal d'Enric VIII va completar el "libel", sumari dels arguments reials incloent Levític 2021, que va ser presentat davant els delegats papals, i on s'observa per exemple el següent:
| « | 18 de juny de 1529: La Reina va ser convocada al gran vestíbul del Convent dels monjos negres a Londres. El rei, sobre una plataforma elevada, es va asseure en l'extrem. A alguna distància, Caterina va prendre el seu lloc. Els cardenals, asseguts a menor nivell que el rei, flanquejaven la presència reial, i a prop van prendre seient l'Arquebisbe de Canterbury i els restants bisbes. El Doctor Richard Sampson, després bisbe de Chichester, i el Doctor John Bell, després bisbe de Worcester, lideraven a qui litigaven pel rei. Representant a la Reina estaven John Fisher, bisbe de Rochester, i Doctor Standish, un monjo gris i bisbe de St. Asaph. Seguint una sèrie de deliberacions, la causa va ser elevada en apel·lació a Roma, principalment tan bon punt el nebot de Caterina, Carles V, pressionés al Papa per a cridar al cardenal Campeggio de retorn, i Caterina va ser posada a cura de Sir Edmund Bedingfield en el castell de Kimbolton. | » |

Enutjat amb el cardenal Thomas Wolsey per la demora, Enric el va despullar del seu poder i riquesa. El va acusar de "præmunire", però Thomas Wolsey va morir al cap de poc. Amb el Cardenal Thomas Wolsey van caure altres poderosos membres de l'Església a Anglaterra; en les oficines del Lord Canceller i del Tenidor de segells van ser nomenats laics en càrrecs abans reservats únicament a clergues.

Thomas More, h. 1527. Va ser executat per ordre d'Enric VIII el 1535.

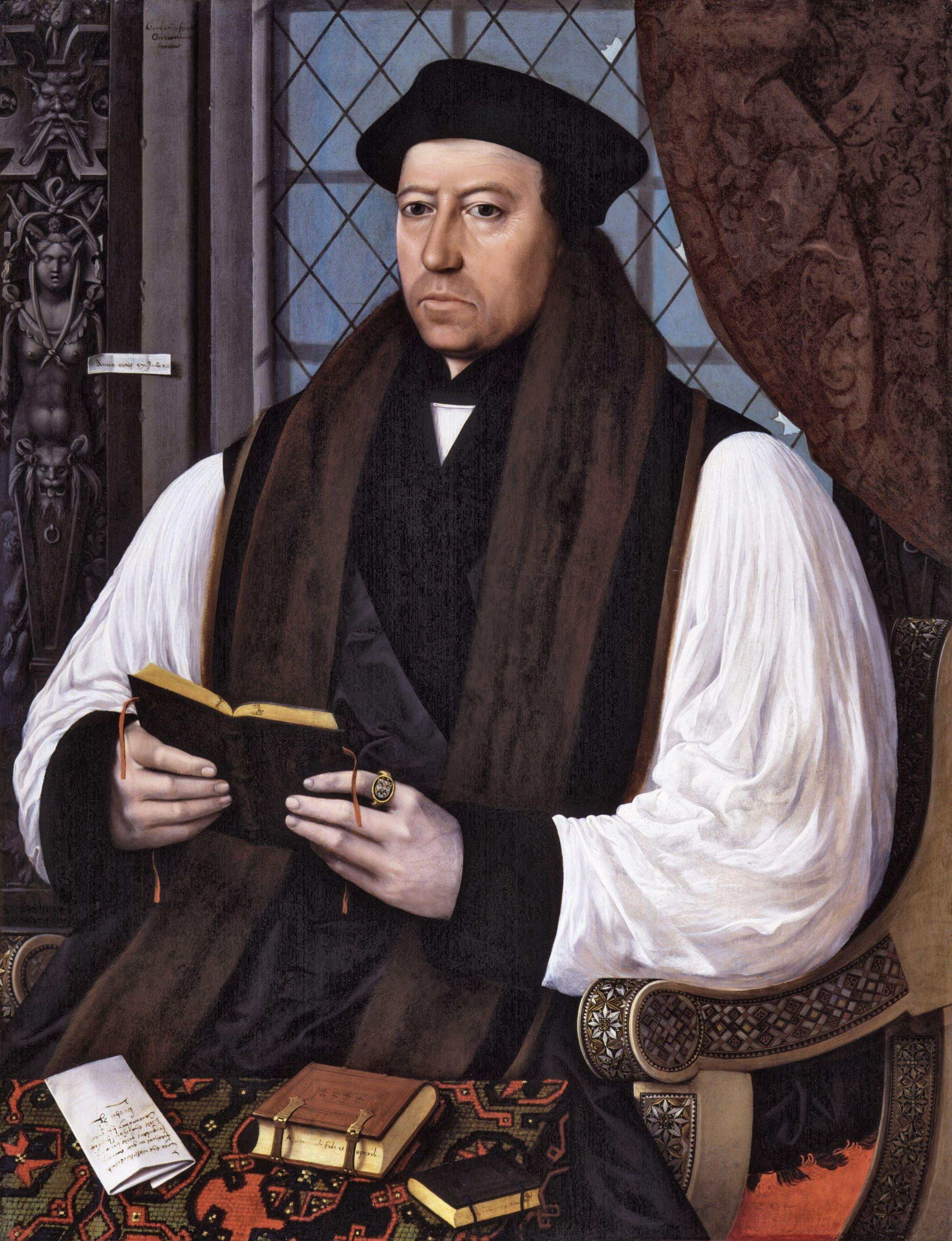
Thomas Cranmer.

El poder llavors va passar a Sir Thomas More com a nou Lord Canceller, a Thomas Cranmer com a nou arquebisbe de Canterbury i a Thomas Cromwell com a primer comte d'Essex i Secretari d'Estat d'Anglaterra.
El 25 de gener de 1533, Cranmer va participar de les noces entre Enric i Anna Bolena. Al maig, anuncia l'anul·lació del matrimoni amb Caterina, i poc després declara vàlid al matrimoni amb Anna. La Princesa Maria va ser rebaixada a filla il·legítima, i reemplaçada com a presumpta hereva per la nova filla d'Anna, l'Princesa Elisabet. Caterina va perdre el títol de "Reina", i es va convertir en la Princesa vídua de Gal·les; Maria va deixar de ser "Princesa de Gal·les", per a passar a ser una simple "Lady". Caterina d'Aragó, Reina d'Anglaterra, va morir de càncer el 1536. Sir Thomas More va acceptar que el Parlament fes reina a Anna, car del Parlament emanaven les lleis i no es va pronunciar sobre que Enric VIII fos cap de l'Església d'Anglaterra, arribant a dimitir com a Lord Canceller per a no haver de pronunciar-se. Sabia que la vida li anava en això. Durant un temps Enric VIII el va deixar tranquil, però el seu silenci era tan tronador per a tota Anglaterra que al final el va voler fer parlar. Moltes vegades va ser interrogat. Va ser tancat a la Torre de Londres i dut a judici que va incloure fals testimoni. La funció d'acusació va ser exercida per Thomas Cromwell. Trobat culpable d'alta traïció, a causa del fals testimoniatge, va ser condemnat a mort. Una vegada dictada la sentència i al ser-li sol·licitat pels jutges unes últimes paraules, finalment va parlar, dient que el judici havia estat una faula i negant que Enric VIII pogués ser cap de l'Església. Va Ser executat el 1535. Com a màrtir, l'Església catòlica el va elevar als altars.

### Agitació religiosa
El Papa va respondre a aquests esdeveniments excomunicant a Enric VIII al juliol de 1533. Va seguir una considerable agitació religiosa. Urgit per Thomas Cromwell, el parlament va aprovar diverses actes que van segellar la bretxa amb Roma a la primavera de 1534. L'Estatut de restricció d'apel·lacions va prohibir les apel·lacions de les corts eclesiàstiques al Papa. També va prevenir que l'Església decretés qualsevol tipus de regulació sense previ consentiment del Rei. L'Acta de designacions eclesiàstiques de 1534, va decretar que els clergues triats per a bisbes havien de ser nominats pel sobirà. L'Acta de Supremacia del mateix any, va declarar que "el Rei és l'únic cap suprem en la terra de l'Església d'Anglaterra". L'Acta de traïcions, també de 1534, va convertir en alta traïció, castigada amb la mort, desconèixer l'autoritat del Rei, entre altres casos. Al Papa se li van negar totes les fonts d'ingressos monetaris com el Denari de Sant Pere.

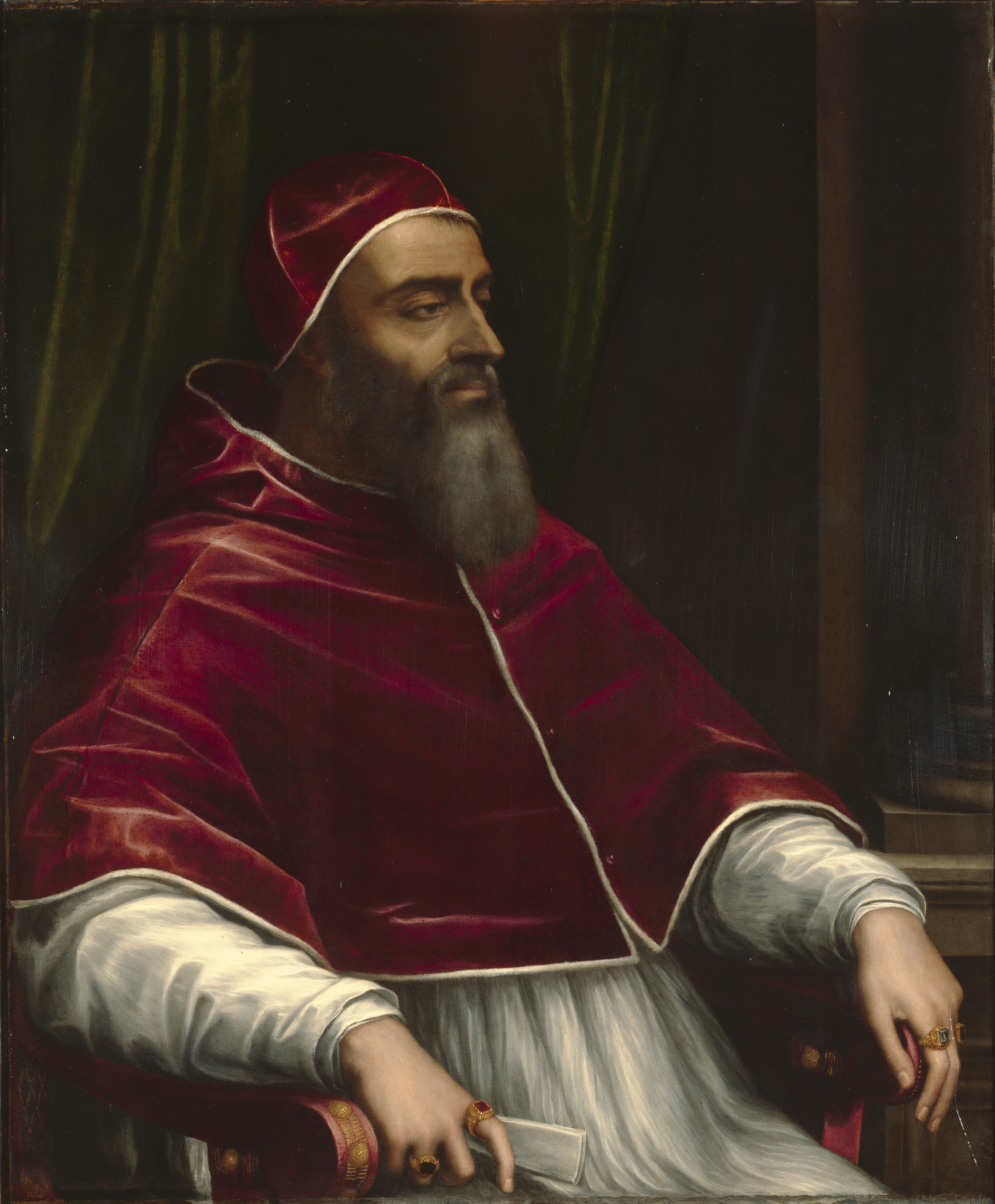
Papa Climent VII. Va excomunicar a Enric VIII.

Rebutjant les decisions del Papa, el parlament va validar el matrimoni entre Enric i Anna Bolena amb l'Acta de Successió de 1534. La filla de Caterina, Lady Mary, va ser declarada il·legítima, i els descendents d'Anna van passar a estar en la línia de successió reial. Tots els adults van ser obligats a reconèixer les previsions d'aquesta Acta; qui la rebutjava eren condemnats a presó per a tota la vida. La publicació de qualsevol escrit al·legant que el matrimoni d'Enric amb Anna era invàlid, resultava en un càrrec d'alta traïció, que podia ser castigat amb pena de mort.
L'oposició a les polítiques religioses d'Enric va ser ràpidament suprimida. Diversos monjos dissidents van ser torturats i executats. Cromwell, per qui va ser creat el lloc de "Vicegerent espiritual" va ser autoritzat a visitar monestirs, suposadament per a assegurar-se que seguien les instruccions reials, però en la pràctica per a apoderar-se de les seves riqueses. El 1536, una acta del Parlament va permetre a Enric confiscar les possessions dels monestirs deficitaris (aquells amb ingressos anuals de 200 lliures o menys).
El 1536, la reina Anna va començar a perdre el favor d'Enric. Després del naixement de la princesa Elisabet, Anna va tenir dos embarassos que van acabar en avortament o mort del nen. Mentrestant, Enric començava a parar esment a una altra donzella de la seva cort, Jane Seymour. Potser animat per Thomas Cromwell, Enric va fer arrestar a Anna, sota càrrecs d'usar bruixeria per a convertir-lo en el seu espòs, de tenir relacions adúlteres amb cinc homes, d'incest amb el seu germà George Boleyn, Vescomte de Rochford, d'injuriar al Rei i conspirar per a assassinar-lo, amb l'agreujant de traïció. Els càrrecs eren enterament fabricats. La Cort que va tractar el cas va ser presidida pel mateix oncle d'Anna, Thomas Howard, tercer Duc de Norfolk. Al maig de 1536, es va condemnar a Anna i al seu germà a mort per la foguera o per decapitació, el que el rei triés. Els altres quatre homes sobre els quals es va al·legar tenir relacions amb Anna, van ser condemnats a ser penjats, ofegats i esquarterats.
Lord Rochford va ser decapitat al final del judici de forma immediata; als altres quatre implicats els va ser commutada la seva sentència per decapitació. Anna també va ser decapitada al cap de poc temps.

### Naixement d'un Príncep

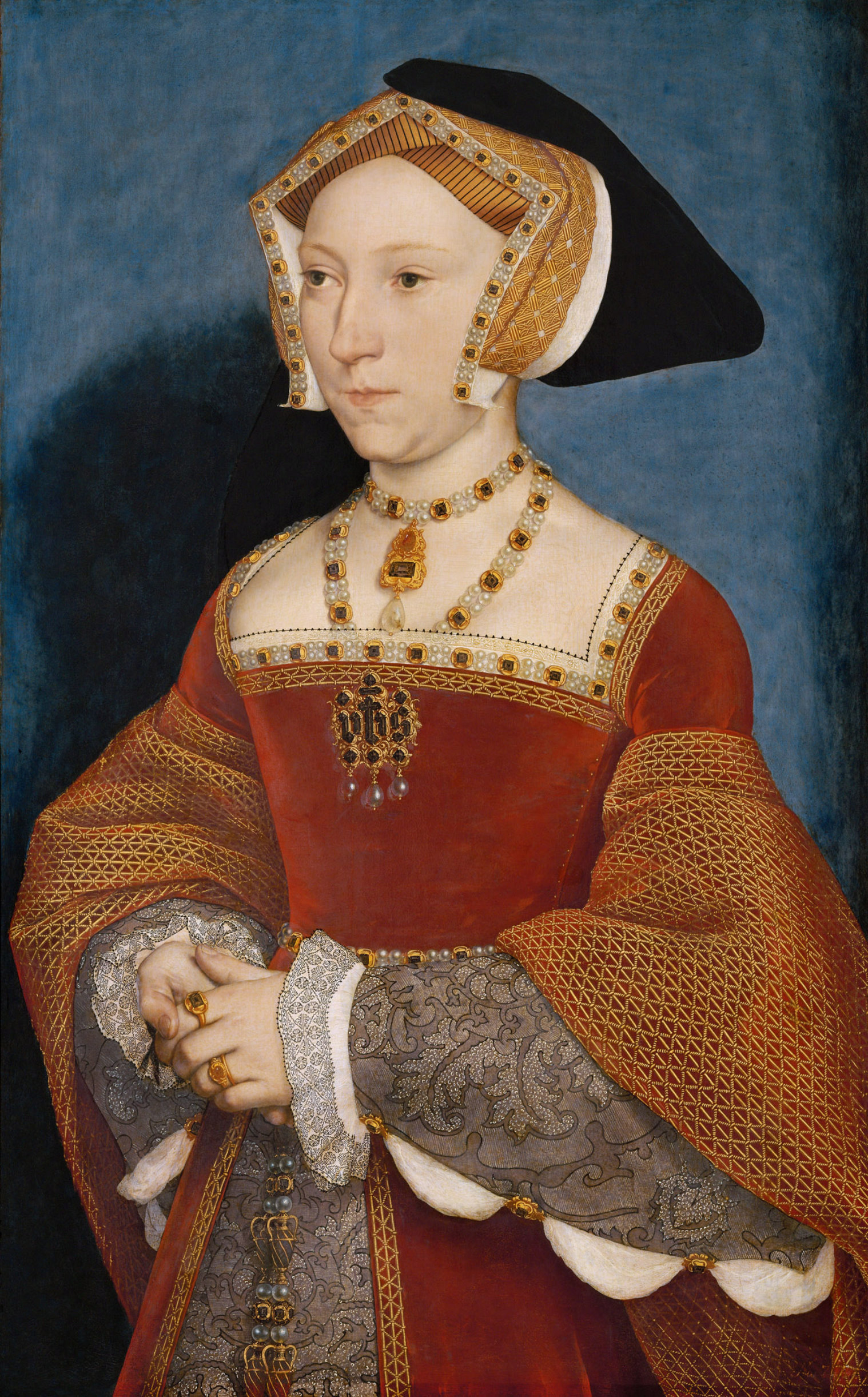
Jane Seymour, tercera esposa d'Enric VIII. Va morir a les poques setmanes de donar a llum Eduard VI.

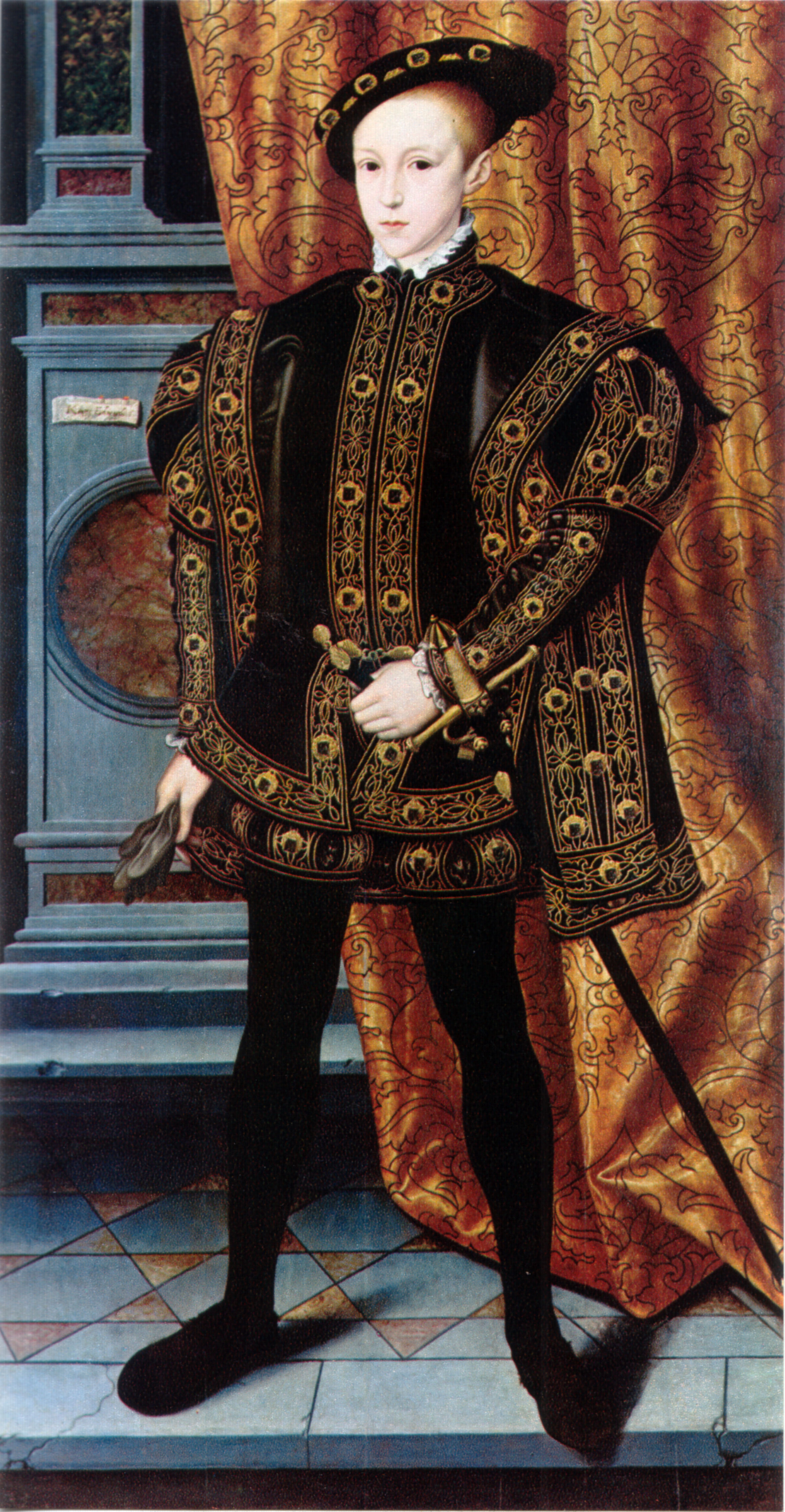
Eduard VI, primer fill masculí d'Enric VIII, aprox. 1550.

Pocs dies després de l'execució d'Anna, el 1536, Enric VIII es va casar amb Jane Seymour. L'Acta de Successió de 1536 va declarar als fills de la reina Jane dins de la línia successòria, excloent Lady Maria i Lady Elisabet. El rei va ser habilitat per a determinar en endavant i per si mateix la línia successòria.
El Pelegrinatge de Gràcia va ser una revolta que esclatà a York, Regne d'Anglaterra, l'any 1536, en protesta per la Reforma Protestant i en defensa també d'altres reivindicacions polítiques com la legitimitat de Maria Tudor i la deposició de Thomas Cromwell, que conduí a la dissolució dels monestirs. La rebel·lió va ser reprimida sense pietat.
Jane va donar a llum a un fill, el príncep Eduard el 1537, per a després morir dues setmanes després. Després de la mort de Jane, la cort sencera va guardar dol amb Enric per algun temps. El Rei la va considerar sempre la seva "veritable" esposa, en ser l'única que li va donar l'hereu masculí que tan desesperadament somniava.

### Lleis transcendentals
Per a l'època del seu casament amb Jane Seymour, Enric va concedir la seva aprovació a la Constitució de Gal·les (1535-1542), que la va annexar legalment amb Anglaterra, fent d'ambdues un sol país. L'Acta d'Unió (1536) va decretar l'ús exclusiu de l'anglès per als procediments oficials a Gal·les, contrariant als nombrosos parlants de l'idioma gal·lès.
Enric va continuar la persecució dels seus oponents religiosos. El 1536 es va desencadenar al nord d'Anglaterra una revolta coneguda com la "Peregrinació de Gràcia". Per aixafar als catòlics romans rebels, Enric va concedir poders al Parlament, i va decretar un perdó general a tots els involucrats. No va complir cap de les seves promeses, i una segona revolta es va iniciar el 1537. Els líders de la rebel·lió van ser acusats de traïció i executats. El 1538 Enric va ordenar la destrucció dels santuaris de tots els sants de l'Església Catòlica romana, i cap al 1538, tots els monestirs existents havien estat dissolts, i les seves propietats transferides a la corona.
Com a recompensa per la seva eficiència, Thomas Cromwell va ser nomenat Comte d'Essex. Abats i priors van perdre els seus escons en la càmera dels lords, i només els arquebisbes i bisbes van formar la representació eclesiàstica del cos. Els "lords espirituals", com es coneixia als membres del clergat amb llocs en la càmera dels lords, van ser per primera vegada superats en nombre pels lords temporals.

### Últims anys

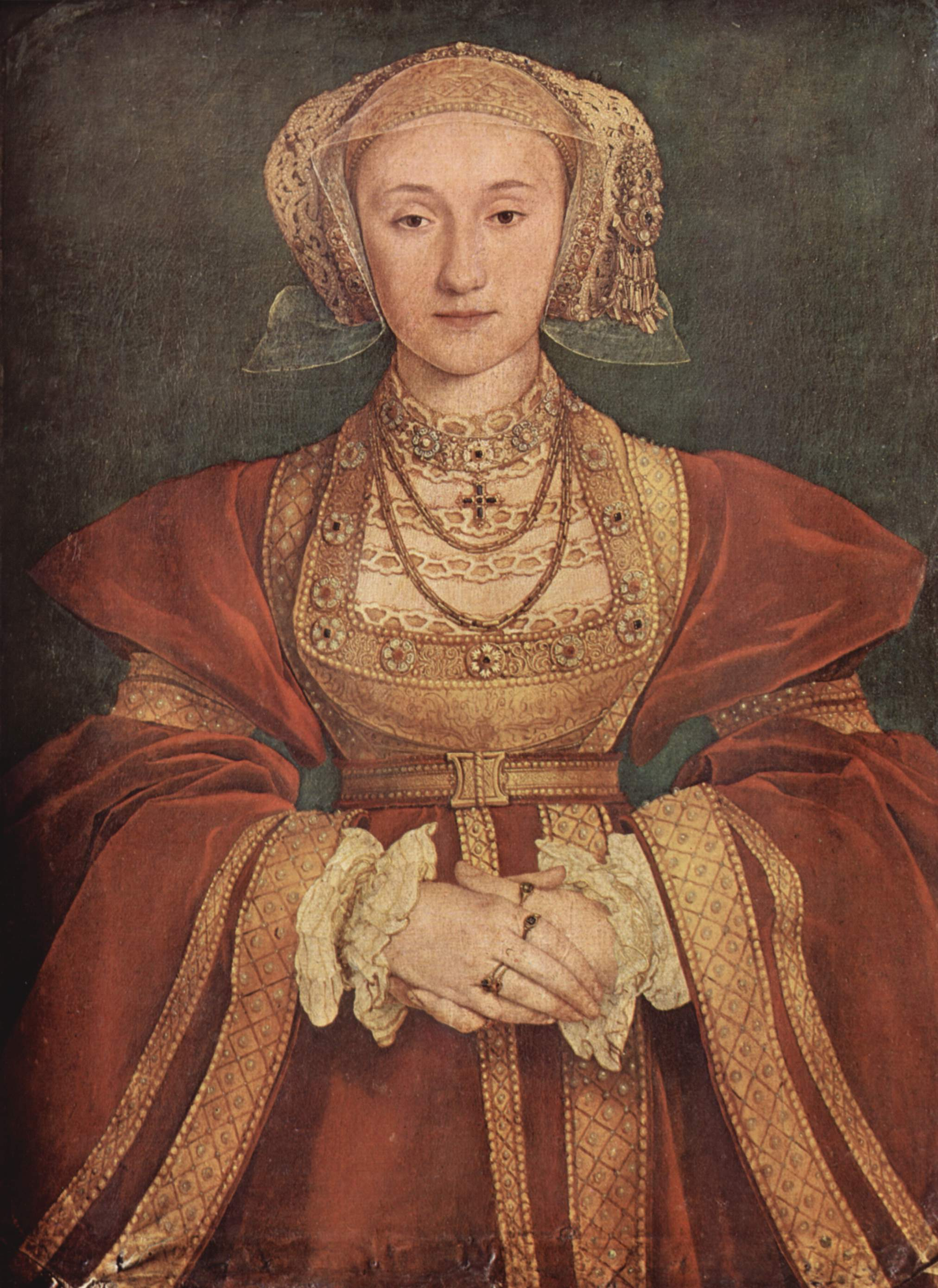
Anna de Clèveris, quarta esposa d'Enric VIII.

L'únic fill supervivent d'Enric, el príncep Eduard, Duc de Cornwall, no era un nen sa. Per aquest motiu, Enric va decidir casar-se una vegada més per a assegurar-se un hereu masculí. Thomas Cromwell va suggerir a Anna de Clèveris, germana del protestant Duc de Clèveris, que seria un important aliat en el cas que Roma ataqués Anglaterra.
Hans Holbein el Jove va ser enviat a Clèveris per a pintar un retrat d'Anna per al Rei. Després d'observar l'afavoridor retrat, i urgit per les completes descripcions d'Anna donades pels seus cortesans, Enric va decidir casar-se amb ella.
A l'arribada d'Anna a Anglaterra, es diu que Enric no la va trobar gens atractiva, cridant-la en privat "L'euga de Flandes". Havia estat retratada sense cap signe de la seva cara picada de verola. No obstant això, Enric s'hi va casar el 6 de gener de 1540.
Poc després, no obstant això, Enric va desitjar acabar el matrimoni, no només pels seus sentiments personals, sinó per consideracions polítiques. El Duc de Clèveris es trobava embolicat en una disputa amb l'Emperador del Sacre Imperi Romanogermànic, amb qui Enric no volia tenir disputes. La reina Anna va ser prou intel·ligent per a no impedir la recerca per part d'Enric d'una anul·lació. Va atestar que el casament mai havia estat consumat, dient que Enric havia ingressat cada nit en la seva habitació per a merament besar a la seva nova esposa en el front abans de dormir. El casament va ser conseqüentment anul·lat amb la base que Anna havia realitzat prèviament contractes nupcials amb altres nobles europeus.
Anna va rebre el títol de "Germana del rei", i se li va atorgar el castell de Haver, l'antiga residència de la família d'Anna Bolena. Cromwell, mentrestant, per raó d'haver impulsat el fallit matrimoni, va perdre el favor reial, va caure en desgràcia i va ser decapitat. L'ofici de Vicegerent espiritual, creat per a ell, no va ser cobert, i roman vacant fins avui.

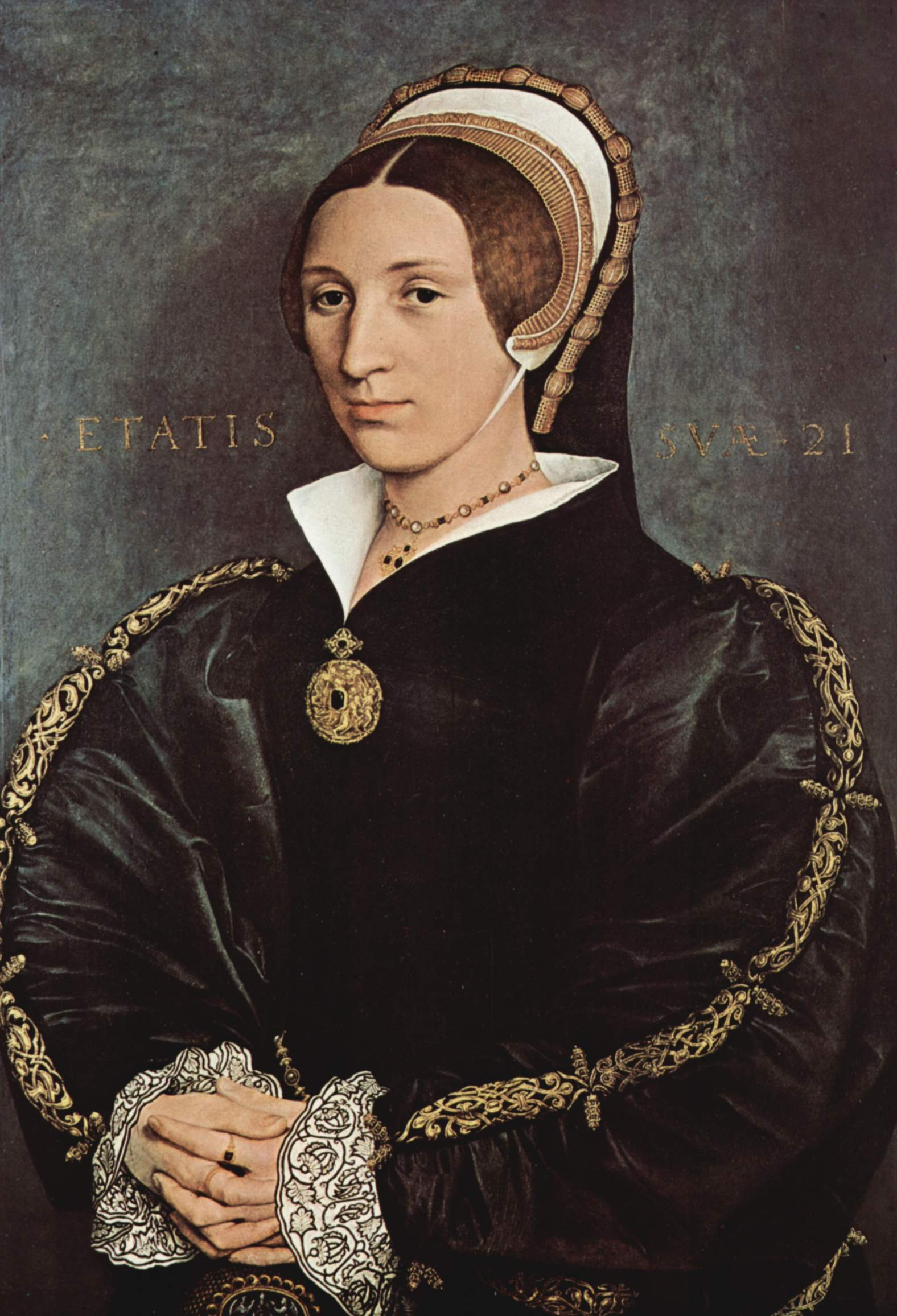
Caterina Howard, cinquena esposa d'Enric VIII. Va Ser executada el 1542 per adulteri.

El 28 de juliol de 1540, el mateix dia que Cromwell va ser executat, Enric es va casar amb la jove Caterina Howard, cosina d'Anna Bolena. Poc després del casament, no obstant això, la reina Caterina va tenir un romanç amb el cortesà Thomas Culpeper. També havia emprat a Francis Derham com a secretari, amb qui havia estat informalment relacionada abans del casament reial. Thomas Cranmer, enemic de la poderosa (i catòlica) família Howard, va obtenir evidències de les activitats de la reina, i va informar a Enric d'això. Encara que en principi el rei no va creure aquestes denúncies, va autoritzar a Cranmer a efectuar una investigació, de la qual va resultar la confirmació de les acusacions. En ser interrogada, Caterina podria haver admès un compromís previ amb Derham, el que per si mateix podia convertir en invàlid al subseqüent matrimoni amb Enric però, en lloc d'això, va sostenir que Derham l'havia obligat a establir una relació adúltera. Derham, al seu torn, va exposar la relació entre la Reina i Thomas Culpeper.
Al desembre de 1541, Culpeper i Derham van ser executats. Caterina no va ser condemnada en judici, sinó per un decret de deshonra aprovat pel parlament. El decret detallava l'evidència contra la reina, amb una clàusula especial que permetia l'aprovació reial a través de comissionats, per a evitar que el Rei tornés a escoltar el relat dels crims. Mai s'havia utilitzat aquest mètode d'aprovació reial, però es va usar en regnats posteriors, per a reemplaçar la presència reial en el parlament.

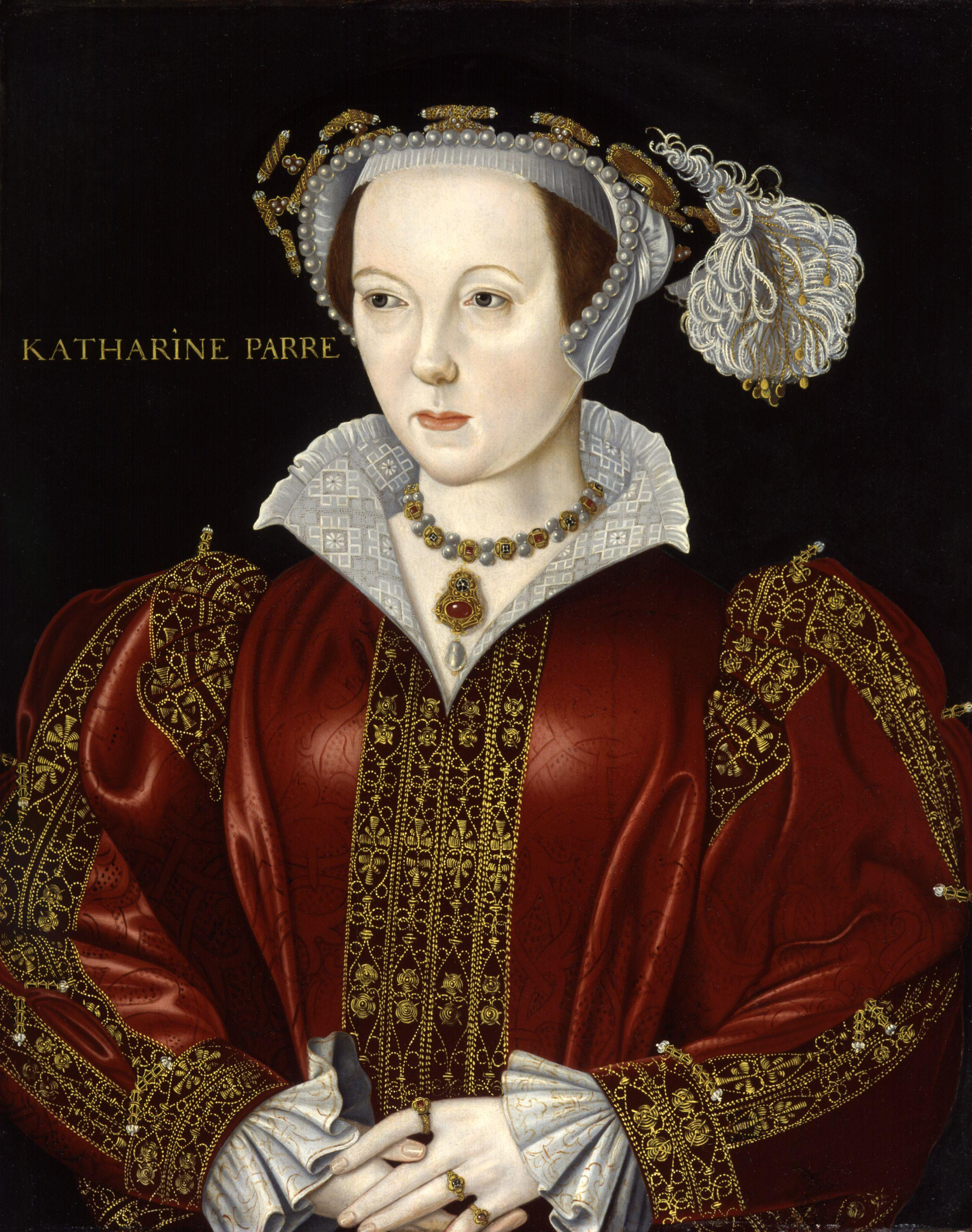
Caterina Parr, sisena i última dona d'Enric VIII.

El casament de Caterina va ser anul·lat poc abans de la seva execució. Igual que en el cas d'Anna Bolena, Caterina no podria ser culpada tècnicament d'adulteri, ja que el matrimoni va resultar oficialment nul des de l'origen. Novament aquesta qüestió va ser ignorada, i Caterina va ser executada el 13 de febrer de 1542, quan tenia només 18 anys.
Enric es va casar el 1543 amb la seva última esposa, la rica vídua Caterina Parr. La nova reina va discutir amb Enric sobre religió, ja que era catòlica mentre que el rei romania com anglicà. Aquesta conducta podria haver-li resultat perillosa, si no hagués estat per les seves mostres de submissió. Va ajudar a reconciliar a Enric amb les seves dues primeres filles, Lady Mary i Lady Elizabeth.
El 1544, un decret parlamentari va posar a ambdues en la línia de successió darrere del príncep Eduard, Duc de Cornualla, malgrat que encara eren considerades il·legítimes. El mateix decret permetia a Enric determinar la següent successió al tron al seu arbitri.
Va néixer poc abans de morir el seu pare. Quan Jaume V d'Escòcia va morir, Enric proposà casar Maria I d'Escòcia amb el seu fill, el futur Eduard VI, però els escocesos no ho acceptaren, i com a represàlia els anglesos cremaren Leith i atacaren Edimburg, alhora que devastaven la part sud-oriental del país. El bisbe David Bethune va fer cremar el 1546 el predicador protestant George Wishart, deixeble de Martí Luter i proanglès, però alhora Bethune fou assassinat per uns conjurats protestants dirigits per John Knox.

### Mort i successió

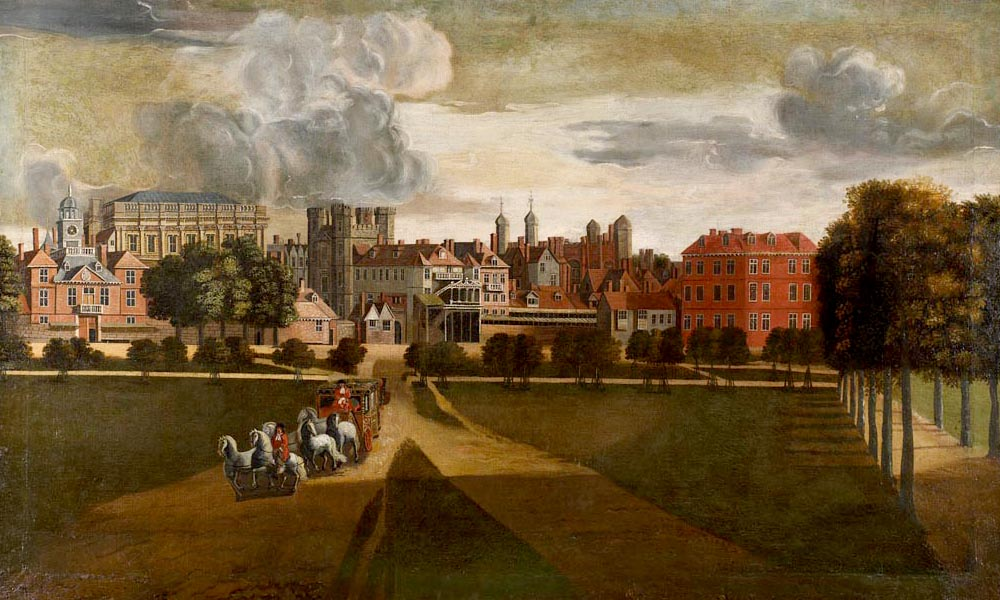
Palau de Whitehall

En els seus últims anys, Enric es va engreixar notablement, amb una mesura de cintura de 137 centímetres, i abans de morir possiblement emmalalteix de gota.
La coneguda hipòtesi sobre que sofria de sífilis va ser difosa per primera vegada uns cent anys després de la seva mort. Arguments més recents sobre aquesta possibilitat provenen d'un major coneixement de la malaltia, que permeten suposar que Eduard VI, Maria I d'Anglaterra, i Elisabet I van mostrar tots símptomes característics de sífilis congènita.
L'obesitat d'Enric data d'un accident de justa el 1536, on va sofrir una ferida a la cuixa que no només li va impedir realitzar activitat física, sinó que gradualment va derivar en una úlcera que indirectament va poder haver-lo dut a la mort.
Enric VIII va morir el 28 de gener de 1547 en el palau de Whitehall. Va morir el dia que el seu pare hagués complert 90 anys. Va ser sepultat a la Capella de Sant Jordi, en el castell de Windsor, al costat de la seva esposa, Jane Seymour. Gairebé cent anys després Carles I d'Anglaterra seria sepultat en el mateix lloc. En el transcurs de la dècada posterior a la seva mort, els seus tres fills es van asseure successivament en el tron d'Anglaterra.
Sota l'Acta de Successió de 1544, la corona va ser heretada per l'únic fill masculí, Eduard, que es va convertir en Eduard VI, com a primer monarca protestant d'Anglaterra. Amb només nou anys, no podia exercir per sí el poder, que va recaure en un consell de regència format per setze membres triats segons el testament d'Enric VIII. El consell va triar a Eduard Seymour, Duc de Somerset i germà gran de Jane, com a lord protector del regne.
En l'eventualitat que Eduard no tingués fills, seria succeït per la filla de Caterina d'Aragó i Enric VIII, Maria. Si aquesta al seu torn no tenia descendència, la corona reial l'heretaria la filla d'Anna Bolena, Elisabet. Finalment, si Elisabet moria sense descendència, seria succeïda pels descendents de Maria Stuard, cosina del rei Enric VIII.

## Vida privada: dones, amants i fills
| Nom | Naixement              | Defunció               | Notes |
| --- | ---------------------- | ---------------------- | --- |
| Amb Caterina d'Aragó (casat l'11 de juny de 1509 anul·lat el 23 de maig de 1533; va morir el 7 de gener de 1536)         |                        |                        | |
| Nena avortada | 31 de gener de 1510    | 31 de gener de 1510    | |
| Enric, Duc de Cornwall                                                                                                   | 1 de gener de 1511     | 22 de febrer de 1511   | |
| Nen sense nom | novembre de 1513       | novembre de 1513       | |
| Enric, Duc de Cornwall                                                                                                   | desembre de 1514       | desembre de 1514       | |
| Reina Maria I | 18 de febrer de 1516   | 17 de novembre de 1558 | casada en 1554 amb Felip II de Castella; sense descendència |
| Nen sense nom | 10 de novembre de 1518 | 11 de novembre de 1518 | |
| Amb Anna Bolena (casat el 25 de gener de 1533 anul·lat el 1536; va ser executada el 19 de maig de 1536)                  |                        |                        | |
| Reina Elisabet I | 7 de setembre de 1533  | 24 de març de 1603     | mai es va casar, sense descendència |
| Enric Tudor | 1534                   | 1534                   | Els historiadors no es posen d'acord de si el nen va néixer i va morir el mateix dia del seu naixement o de si va ser un avortament. Tampoc se sap amb certesa si va ser realment un nen. |
| Eduard Tudor | 29 de gener de 1536    | 29 de gener de 1536    | |
| Amb Jane Seymour (casat el 30 de maig de 1536; va morir el 25 d'octubre de 1537)                                         |                        |                        | |
| Rei Eduard VI | 12 d'octubre de 1537   | 6 de juliol de 1553    | |
| Amb Anna de Clèveris (casat el 6 de gener de 1540 anul·lat el 1540; va morir el 17 de juliol de 1557)                    |                        |                        | |
| sense descendència |                        |                        | |
| Amb Caterina Howard (casat el 28 de juliol de 1540 anul·lat el 1541; va ser executada el 13 de febrer de 1542)           |                        |                        | |
| sense descendència |                        |                        | |
| Amb Caterina Parr (casat el 12 de juliol de 1543; va morir el 5 de setembre de 1548)                                     |                        |                        | |
| sense descendència |                        |                        | |
| Amb Elizabeth Blount |                        |                        | |
| Enric Fitzroy, Duc de Richmond i Somerset                                                                                | 15 de juny de 1519     | 18 de juny de 1536     | il·legítim; casat el 1533 amb Lady Mary Howard; sense descendència |
| Amb Maria Bolena (Alguns historiadors, com Alison Weir, es pregunten ara si Enric Carey va ser engendrat per Enric VIII. |                        |                        | |
| Caterina Carey | 1524                   | 15 de gener de 1568    | il·legítima; casada amb Sir Francis Knollys; van tenir descendència |
| Enric Carey, Baró Hunsdon                                                                                                | 4 de març de 1526      | 23 de juliol de 1596   | il·legítim; casat en 1545 amb Anne Morgan; van tenir descendència |
| Amb Maria Berkeley |                        |                        | |
| Sir Tomás Stucley | 1525                   | 4 d'agost de 1578      | il·legítim; casat amb Anne Curtis; van tenir descendència |
| Sir John Perrot | 1527                   | setembre de 1592       | il·legítim; casat (1) amb Anne Cheyney i (2) amb Jane Pruet; van tenir descendència |
| Amb Joana Dyngley |                        |                        | |
| Etheldreda Malte | 1529                   | 1555                   | il·legítima; casada el 1546-1548 amb John Harrington; no es coneixen descendents |

* Nota: Dels fills il·legítims d'Enric VIII, només el Duc de Richmond i Somerset va ser formalment reconegut pel rei. El parentiu dels altres fills il·legítims no estan establerts. També és possible que Enric tingués més fills amb altres amants no conegudes.

## Llegat
Juntament amb Alfred el Gran, Enric VIII és tradicionalment recordat com un dels fundadors de l'Armada Reial. Hi ha bones raons per a això, ja que durant el seu regnat es van desenvolupar diverses batalles navals, i fonamentalment, es van invertir importants recursos en la construcció naval, incloent diversos grans navilis com el Mary Rose, i en la innovació tecnològica, com l'ús d'artilleria a bord. A pesar d'això, Enric VIII no va llegar als seus successors una armada orgànica, amb estructures, rangs, etcètera.
Elisabet I va haver d'improvisar sobre la base de navilis privats per a lluitar contra l'armada espanyola, i en realitat, en un sentit complet, l'armada britànica es va constituir de forma recent com a producte de la rivalitat anglo-holandesa en el segle xvii.
Per la seva ruptura amb l'Església Catòlica Romana, Enric VIII va iniciar l'escenari de grans invasions espanyoles o franceses. Per a protegir les costes va edificar nombroses defenses com el Castell de Dover i altres fortificacions i guarnicions d'artilleria des d'East Anglia fins a Cornualla. Moltes d'aquestes construccions es van efectuar amb material obtingut de la demolició de monestirs.

### La música d'Enric VIII
Esment a part mereix -sens dubte- el fet que un monarca amb el pragmatisme polític i fins a la crueltat d'Enric VIII hagi donat a la música un lloc preponderant en la seva cort. El rei va compondre obres breus entre les quals es poden citar:
- Pastime With Good Company (Passatemps en bona companyia)
- Though that men do call
- Though some saith
- If Love now reigned (Si l'amor regnés)
- Depàrture is my chief pain (La partida és la meva principal pena)
- Adieu madame et ma maitresse (Adéu, la meva senyora i amant)

## Enric VIII en la cultura popular

### Teatre
- Enric VIII va ser el subjecte de la històrica obra de William Shakespeare, Henry VIII: All is True, escrita una vegada tenia seguretat per a fer-ho (val a dir una vegada morta Elisabet I).
- L'obra moderna més notable és Un home per a totes les estacions de Robert Bolt.

### Televisió
- En un capítol dels Simpson, Homer representa a Enric VIII que al final mor assassinat per la seva primera esposa.

### Ficció
- Autobiografia fictícia escrita per Margaret George.

### Cinema
| Any  | Pel·lícula                   | Director        | Actor                |
| ---- | ---------------------------- | --------------- | -------------------- |
| 2008 | Les Germanes Bolena          | Justin Chadwick | Eric Bana            |
| 2007 | Els Tudor (TV)               | Michael Hirts   | Jonathan Rhys-Meyers |
| 1969 | Anna dels mil dies           | Charles Jarrott | Richard Burton       |
| 1972 | Les sis esposes d'Enric VIII | Waris Hussein   | Keith Michell        |
| 1966 | Un home per a l'eternitat    | Fred Zinnemann  | Paul Scofield        |
| 1933 | La vida privada d'Enric VIII | Alexander Korda | Charles Laughton     |